# Glödis
Glödis – szczyt w grupie Schobergruppe, w Wysokich Taurach w Alpach Wschodnich. Leży w Austrii, we Tyrolu Wschodnim. Szczyt leży w sercu grupy, na północny wschód od Hochschober, na południe od Roter Knopf i na zachód od Petzeck.
Pierwszego wejścia, 13 lipca 1871 r., dokonali J. Pöschl, Gorgasser i Hutter.